# Розанна Девісон
Розанна Діана Девісон (англ. Rosanna Diane Davison; нар. 17 квітня 1984, Дублін, Ірландія) — ірландська модель і переможниця конкурсів «Міс Ірландія 2003» і «Міс Світу 2003».

## Кар'єра
У 2012 році знялася для німецької версії журналу Playboy.

## Особисте життя
Дочка музиканта Кріса де Бурга. Він присвятив їй пісню під назвою «For Rosanna» з альбому «Into the Light» 1986 року.